# Ultraforce
Ultraforce ist eine US-amerikanische Zeichentrickserie, die auf den gleichnamigen Comics von Malibu Comics basiert und wurde von DIC Productions, L.P. und Bohbot Entertainment produziert.

## Inhalt
Die Helden Prime, Pixx, Hardcase, Prototype, Contrary, Topaz und Ghoul sind bei der „UltraForce“. Sie müssen gegen verschiedene Bösewichte bekämpfen.

## Synchronisation
| Rolle                    | Englischer Sprecher |
| ------------------------ | ------------------- |
| Prime                    | Andrew Jackson      |
| Topaz                    | Catherine Disher    |
| Penny Burka / Pixx       | Alyson Court        |
| Hardcase                 | Rod Wilson          |
| Bob Campbell / Prototype | Rino Romano         |
| Contrary                 | Janet-Leine Green   |
| Kevin Green              | Amos Crawley        |
| Jonathan Martin / Ghoul  | Peter Wildman       |
| Gazma                    | Kristina Nicole     |

## Veröffentlichung
Die insgesamt 13 Folgen wurden in einer Staffel ausgestrahlt. Die Erstausstrahlung in den USA fand ab dem 21. Dezember 1994 bei USA Network statt.

## Episodenliste
| Nr. (ges.) | Nr. (St.) | Deutscher Titel | Originaltitel                                | Erstausstrahlung USA | Deutschsprachige Erstausstrahlung (nicht veröffentlicht) |
| ---------- | --------- | --------------- | -------------------------------------------- | -------------------- | -------------------------------------------------------- |
| 1          | 1         | –               | Prime Time (Part 1)                          | 21. Dez. 1994        | –                                                        |
| 2          | 2         | –               | The Stuff of Heroes (Part 2)                 | 8. Feb. 1995         | –                                                        |
| 3          | 3         | –               | Armageddon (Part 3)                          | 15. Feb. 1995        | –                                                        |
| 4          | 4         | –               | Lord Pumpkin's Pie (Part 1)                  | 22. Feb. 1995        | –                                                        |
| 5          | 5         | –               | You Can't Go Home Again (Part 2)             | 1. März 1995         | –                                                        |
| 6          | 6         | –               | Wrack & Ruin                                 | 8. März 1995         | –                                                        |
| 7          | 7         | –               | Night and The Nightman                       | 15. März 1995        | –                                                        |
| 8          | 8         | –               | Prime Ambition                               | 22. März 1995        | –                                                        |
| 9          | 9         | –               | A Veiled Threat                              | 29. März 1995        | –                                                        |
| 10         | 10        | –               | Pump It Up!                                  | 5. Apr. 1995         | –                                                        |
| 11         | 11        | –               | Primal Scream                                | 12. Apr. 1995        | –                                                        |
| 12         | 12        | –               | Everything That Rises Must Converge (Part 1) | 19. Apr. 1995        | –                                                        |
| 13         | 13        | –               | Jumpin' at the Boneyard (Part 2)             | 26. Apr. 1995        | –                                                        |